# Urutau-pardo
O urutau-pardo (nome científico: Nyctibius aethereus), também chamado genericamente de chora-lua, ibijaú-guaçu, jurutau, mãe-da-lua, manda-lua, preguiça e urutago, é uma espécie de ave nictibiiforme da família dos nictibiídeos (Nyctibiidae). Pode ser encontrada nos seguintes países: Argentina, Bolívia, Brasil, Colômbia, Equador, Guiana, Paraguai, Peru e Venezuela. Os seus habitats naturais são: florestas subtropicais ou tropicais húmidas de baixa altitude.

## Etimologia
'Urutau, jurutau e urutago derivam do tupi uruta'gwi, que tem o mesmo sentido definido do português. Foi registrado em 1857 como urutáo, em 1876 como urutaú e em 1876 como urutauí. Na forma jurutau, foi registrado em 1911 como jurutauhy; e na forma urutago foi registrado em 1594 como urutagui. Por sua vez, ibijaú-guaçu, derivou do tupi ïmbïya'u ("aquele que come terra"), segundo Antenor Nascentes) e gwa'su ("grande"). Ibijaú foi registrado em 1587 como ubujaú.

## Taxonomia e sistemática
Vários autores sustentam que longicaudatus deve ser tratado como uma espécie separada com chocoensis como uma subespécie dela. São reconhecidas três subespécies:
- Nyctibius aethereus aethereus (Wied-Neuwied, 1820) - ocorre do Sudeste do Paraguai até o Sudeste do Brasil e Nordeste da Argentina;
- Nyctibius aethereus chocoensis (Chapman, 1921) - ocorre localmente no Oeste da Colômbia, na região de Chocó;
- Nyctibius aethereus longicaudatus (Spix, 1825) - ocorre da região tropical Leste do Equador até o Peru e nas Guianas.

## Descrição
O urutau-pardo possui de 42 a 58 centímetros (17 a 23 polegadas) de comprimento e pesa de 280 a 447 gramas (9,9 a 15,8 onças). As partes superiores da subespécie nominal são castanho-amareladas. A coroa e a nuca têm manchas amarelas e listras marrom-enegrecidas. O manto, o dorso e a parte de trás são mosqueados de marrom e amarelo com listras marrom-escuras. A cauda é graduada e marrom, com uma barra marrom-amarelada e listras marrons ou em vermiculação. Grande parte do rosto é pardo e tem um "bigode" cor-de-couro. As asas são geralmente marrons com largas barras castanho pálidas. O queixo e a garganta são acinzentados. O peito e os flancos são marrons com manchas e listras marrom-enegrecidas. A barriga inferior é amarela com listras marrons e vermiculação. N. a, longicaudatus é menor que a subespécie nominal; muitas vezes sua cor é de um marrom mais fulvo, especialmente no peito. N. a. chocoensis é menor que longicaudatus, porém mais escuro. As listras pretas nas partes superiores são maiores e mais marcantes e a cor marrom da base tende para o castanho.

## Distribuição e habitat
A subespécie nominal do urutau-pardo é encontrada no extremo nordeste da Argentina, sudeste do Paraguai e sudeste do Brasil aproximadamente de Minas Gerais e sul da Bahia ao sul do Paraná N. a. chocoensis é encontrado apenas no departamento de Chocó, no oeste da Colômbia. N. a. longicaudatus é de longe o mais amplamente distribuído. É encontrado na Amazônia do Equador e Peru a leste através do sul da Colômbia e Venezuela até as Guianas, no extremo norte da Bolívia e em grande parte do oeste do Brasil. O urutau-pardo habita o interior das florestas tropicais perenes das terras baixas. Geralmente é encontrado do sub-bosque ao subdossel. As florestas variam em umidade de bastante seca a muito úmida. Na região da Mata Atlântica, a subespécie nominal é encontrada em até 1200 metros. As outras subespécies ocorrem em altitudes mais baixas, atingindo apenas 700 metros no Equador e 750 metros no Peru.

## Comportamento
O urutau-pardo é noturno. Forrageia atacando insetos voadores em voos curtos a partir de um poleiro, parecendo "desajeitado e superdimensionado". Sua dieta não foi detalhada, mas é conhecida por incluir cupins, mariposas e besouros. Empoleira-se durante o dia, geralmente em tocos ou galhos até 20 metros acima do solo. Se abordado, estica o corpo verticalmente e congela. Sua época de nidificação não está ainda totalmente definida. No Paraguai, um ninho estava ativo do final de agosto a novembro. Na Guiana Francesa, a nidificação foi registrada entre julho e setembro. A espécie não faz um ninho convencional, mas põe seu único ovo em cima de um toco ou em um galho em uma depressão ou curva. A vocalização do urutau-pardo é "um suave e ondulante waa-OO-uh ou ra-OOH ", e é cantado à noite, em especial nas noites iluminadas pela lua. Também faz "uma série distinta de pios ou notas de woof semelhantes a corujas".

## Conservação
A União Internacional para a Conservação da Natureza (UICN / IUCN) avaliou o urutau-pardo como sendo de menor preocupação, embora sua população seja desconhecida e acredita-se que esteja diminuindo. Embora N. a. longicaudatus tem um alcance muito grande, a Amazônia está passando por um crescente desmatamento. As outras duas subespécies têm áreas de distribuição muito limitadas e o habitat da Mata Atlântica da subespécie nominal foi reduzido a remanescentes. No Brasil, consta em várias listas de conservação: em 2005, foi classificado como vulnerável na Lista de Espécies da Fauna Ameaçadas do Espírito Santo; em 2010, sob a rubrica de "dados insuficientes" no Livro Vermelho da Fauna Ameaçada no Estado do Paraná; em 2014, como em perigo no Livro Vermelho da Fauna Ameaçada de Extinção no Estado de São Paulo; e em 2018, como pouco preocupante na Lista Vermelha do Livro Vermelho da Fauna Brasileira Ameaçada de Extinção do Instituto Chico Mendes de Conservação da Biodiversidade (ICMBio)